# Atteva aurea
Atteva aurea is een vlinder uit de familie van de Attevidae. De wetenschappelijke naam van de soort is voor het eerst geldig gepubliceerd in 1856 door Fitch.

## Synoniemen
- =[1] Deiopeia aurea Fitch, 1856
- =[1] Poeciloptera compta Clemens, 1861
- =[1] Oeta aurera Stretch, 1873
- =[1] Atteva edithella Busck, 1908
- =[1] Atteva exquisita Busck, 1912
- =[1] Atteva ergatica Walsingham, 1914
- =[1] Atteva microsticta Walsingham, 1914